# La saga Crepuscle: Albada (1a part)
La saga Crepuscle: Albada (1a part) (en l'anglès original: The Twilight Saga: Breaking Dawn – Part 1, coneguda com a Breaking Dawn: Part 1) és una pel·lícula de fantasia romàntica dels Estats Units del 2011 dirigida per Bill Condon i basada en la novel·la de 2008 de Stephenie Meyer Trenc d'alba. És la primera de dues parts de l'adaptació de la novel·la, i la quarta i penúltima de la saga Crepuscle. Els tres membres del repartiment principal, Kristen Stewart, Robert Pattinson i Taylor Lautner, van interpretar-hi els seus papers.
Wyck Godfrey i Karen Rosenfelt en van ser els productors juntament amb Stephenie Meyer. El guió el va escriure Melissa Rosenberg, que havia escrit els guions de les tres pel·lícules anteriors. Es va estrenar als cinemes el 18 de novembre de 2011. Encara que va rebre crítiques negatives, va ser un èxit comercial amb més de 712 milions de dòlars de taquilla.
Ha estat doblada al català.

## Argument
Bella està a punt de casar-se amb Edward, però abans ell ha d'acceptar transformar-la en vampir i veure-la renunciar a la seva vida humana.

## Repartiment
- Kristen Stewart com a Bella Swan, esposa d'Edward i millor amiga de Jacob.
- Robert Pattinson com a Edward Cullen, marit de Bella i rival romàntic de Jacob.
- Taylor Lautner com a Jacob Black, millor amic de Bella i rival romàntic d'Edward.
- Peter Facinelli com a Carlisle Cullen, marit d'Esme i patriarca de la família Cullen.
- Elizabeth Reaser com a Esme Cullen, dona de Carlisle i matriarca de la família Cullen.
- Ashley Greene com a Alice Cullen, membre de la família Cullen que pot veure visions «subjectives» i que és amiga íntima de Bella. És l'esposa de Jasper.
- Kellan Lutz com a Emmett Cullen, el membre més fort de la família Cullen i marit de Rosalie.
- Nikki Reed com a Rosalie Hale, membre de la família Cullen.
- Jackson Rathbone com a Jasper Hale, membre de la família Cullen que pot sentir, controlar i manipular emocions i marit d'Alice.
- Billy Burke com a Charlie Swan, cap de policia i pare de Bella.
- Sarah Clarke com a Renée Dwyer, mare de Bella, casada en segones núpcies amb Phil Dwyer.
- Julia Jones com a Leah Clearwater, germana gran de Seth i única dona llop.
- Booboo Stewart com a Seth Clearwater, germà petit de Leah i amic d'Edward i Jacob.
- MyAnna Buring com a Tanya, líder de l'aquelarre Denali.
- Maggie Grace com a Irina, membre de l'aquelarre Denali l'amant de la qual és assassinat per homes llop.
- Casey LaBow com a Kate, membre de l'aquelarre Denali que pot alliberar corrent elèctric al seu cos.
- Michael Sheen com a Aro, germà de Caius i Marcus que té l'habilitat de llegir tots els pensaments que una persona ha tingut només amb contacte físic i un dels tres membres fundadors dels Volturi.
- Jamie Campbell Bower com a Caius, germà d'Aro i Marcus, un dels tres membres fundadors dels Volturi.
- Christopher Heyerdahl com a Marcus, germà d'Aro i Caius que té el poder de notar la fortalesa i natura de les relacions, un dels tres membres fundadors dels Volturi.
- Chaske Spencer com a Sam Uley, alfa i cap de la llopada principals d'homes llop.
- Mackenzie Foy com a Renesmee Cullen.
- Christian Camargo com a Eleazar, membre de l'aquelarre Denali que té l'habilitat d'identificar els poders especials dels vampirs.
- Mía Maestro com a Carmen, membre de l'aquelarre Denali i companya d'Eleazar.
- Olga Fonda com a Valentina, secretària dels Volturi que anuncia la boda d'Edward i Bella.
- Stephenie Meyer (cameo), assistent a la boda d'Edward i Bella.